# Литвинов Олімпій Олімпійович
Олімпій Олімпійович Литвинов (нар. 5 листопада 1905, Берислав — пом. 1990, Київ) — український радянський вчений у галузі будівельного виробництва, кандидат технічних наук з 28 лютого 1948 року.

## Біографія
Народився 23 жовтня [5 листопада] 1905 року в місті Бериславі (тепер Херсонська область, Україна). Росіянин. 1928 року закінчив Одеський індустріальний інститут. Працював на будівництві промислових, громадських і житлових об'єктів в Артемівську, Києві, Нікополі, Тбілісі, Харкові. У 1946—1963 роках працював у київських науково-дослідних інститутах: будівельних матеріалів і виробів, організації і механізації будівельного виробництва. З 1963 року — у Київському інженерно-будівельному інституті. Завідував кафедрою технології будівельного виробництва. Доцент з 28 жовтня 1964 року, професор з 1976 року. Основні праці з питань архітектурно-декоративних властивостей облицювальних каменів і їхнього застосування; технології будівнитва.
Жив в Києві на Брест-Литовському проспекті, 21. Помер в Києві у 1990 році.

## Відзнаки
- Нагорорджений орденом Вітчизняної війни ІІ ступеня (6 квітня 1985), медаллю «За оборону Кавказу» (30 жовтня 1945)[2];
- Лауреат Державної премії УРСР в галузі науки і техніки за 1974 рік (за підручник «Технология строительного производства», опублікований у 1972 і 1973 роках)[1].